# Daniel F. Davis

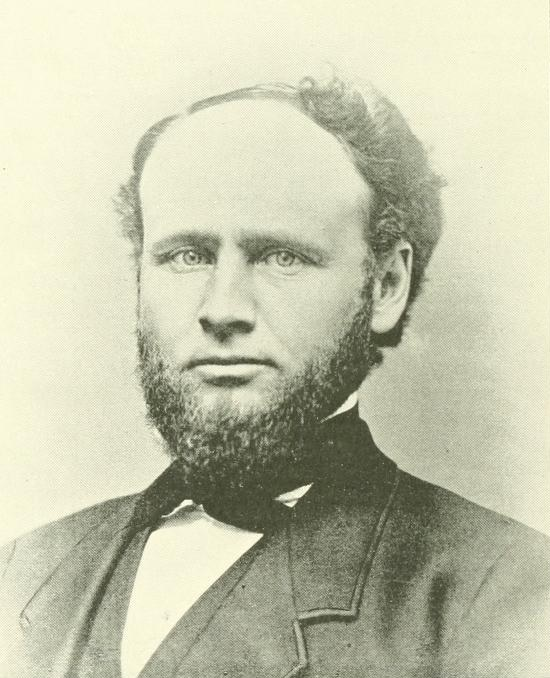
Daniel F. Davis

Daniel Franklin Davis (* 12. September 1843 in Freedom, Waldo County, Maine; † 9. Januar 1897 in Bangor, Maine) war ein US-amerikanischer Politiker und von 1880 bis 1881 Gouverneur von Maine.

## Frühe Jahre
Nachdem Davis verschiedene Schulen absolviert hatte, studierte er Jura und wurde 1869 als Rechtsanwalt zugelassen. Danach begann er in East Corinth in Maine in seinem neuen Beruf zu arbeiten. Während des Amerikanischen Bürgerkriegs war er Soldat in einem Kavallerieregiment aus Maine.

## Politische Laufbahn
Zwischen 1871 und 1875 war der Republikaner Davis Abgeordneter im Landesparlament von Maine und danach von 1875 bis 1879 im Landessenat dieses Staates. Im Jahr 1879 wurde er von der Legislative zum neuen Gouverneur von Maine bestimmt, nachdem bei der regulären Wahl keiner der Kandidaten die absolute Mehrheit erreicht hatte. Davis trat seine einjährige Amtszeit am 17. Januar 1880 an. In dieser Zeit wurde in Maine heftig um das Prohibitionsgesetz diskutiert. 1880 bewarb sich Davis erfolglos um eine Wiederwahl. Zwischen 1882 und 1886 war er Leiter der Zollbehörde im Hafen von Bangor.

## Lebensende und Familie
Daniel Davis starb am 9. Januar 1897 in Bangor. Er war mit Laura Godwin verheiratet, mit der er acht Kinder hatte. Bestattet wurde er auf dem Corinthian Cemetery in Corinth.